# Rhus montana
Rhus montana là một loài thực vật có hoa trong họ Đào lộn hột. Loài này được Diels miêu tả khoa học đầu tiên.